# 一攫千金夢家族
『一攫千金夢家族』（いっかくせんきんゆめかぞく）は、TBS系列の『愛の劇場』のシリーズの一つである。
2002年に第1シリーズ。2003年に第2シリーズがそれぞれ放送された。
3人の主婦（演者・南野陽子、竹内都子（ピンクの電話）、阿部美穂子）が宝くじを集団購入して1等賞の賞金1億円を手にしたことから起きた様々な家庭内外の騒動を描いたギャンブルコメディーだった。

## キャスト
- 杉浦遥 - 南野陽子
- 杉浦慎悟 - 中野英雄
- 秋山恵子 - 竹内都子
- 秋山聡 - 近江谷太朗
- 加納由香 - 阿部美穂子
- 加納洋介 - 飯沼誠司
- 立花沙智子 - 濱田マリ
- 児玉耕平 - 車だん吉
- 児玉珠子 ‐ 山口美也子
- 杉浦和哉 ‐ 山崎大輔
- 杉浦政代 - 塩沢とき
- 杉浦舞 - 仲根紗央莉

## 放送日
- 2002年6月10日～7月19日 - 第1シリーズ。
- 2003年6月9日～7月18日 - 第2シリーズ。

## スタッフ
- 脚本 - 江頭美智留
- 演出 - 池添博、五木田亮一、髙野英治、松田礼人
- プロデューサー - 西口典子
- 音楽 - 御園雅也（NSL）
- 協力 - ビデオスタッフ、東新、KHKアート
- 制作協力 - オーバー・ゼロ
- 制作 - 　TBS、木下プロダクション（のちのドリマックス・テレビジョン、現在のTBSスパークル）

## 主題歌
- 「One Day」（第1シリーズ）
作詞・作曲:飛鳥涼/編曲:葉山たけし/歌:小畑由香里
- 「I believe in love」（第2シリーズ）
作詞・作曲・編曲：Miki Watanabe/歌：shela